# Sabrina Bartlett
Sabrina Lois Bartlett (Londra, 12 settembre 1991) è un'attrice britannica.

## Biografia
Sabrina Bartlett è nata nel quartiere londinese di Hammersmith ed è cresciuta a Fulham. Ha studiato recitazione alla Guildford School of Acting, laureandosi nel 2013. Attiva prevalentemente in campo televisivo, la Bartlett ha ottenuto il suo primo ruolo di rilievo nella serie della BBC The Passing Bells, a cui sono seguiti i ruoli principali di Sophia in Da Vinci's Demons e Keren Smith in Poldark. Nel 2016 ha recitato nell'ultimo episodio della sesta stagione de Il Trono di spade, mentre nel 2017 ha interpretato Isabella di Francia nella serie TV Knightfall. Nel 2019 ha recitato nel ruolo di Abigail Turner nella terza stagione di Victoria, mentre nel 2020 ha recitato nella serie di Netflix Bridgerton nel ruolo del soprano Siena Rosso.

## Filmografia

### Televisione
- Suspects - serie TV, 1 episodio (2014)
- Holby City - serie TV, 1 episodio (2014)
- Doctor Who - serie TV, 1 episodio (2014)
- The Passing Bells - serie TV, 5 episodi (2014)
- L'ispettore Barnaby (Midsomer Murders) – serie TV, episodio 17x04 (2015)
- Poldark - serie TV, 3 episodi (2015)
- Da Vinci's Demons - serie TV, 6 episodi (2015)
- Il Trono di Spade (Game of Thrones) - serie TV, 1 episodio (2016)
- Versailles - serie TV, 3 episodi (2017)
- Knightfall - serie TV, 10 episodi (2017)
- The Innocents - serie TV, 1 episodio (2018)
- Victoria - serie TV, 7 episodi (2019)
- Bridgerton - serie TV, 5 episodi (2020)

## Teatro
- Il gabbiano, di Anton Čechov, regia di Matthew Dunster. Regent's Park Open Air Theatre di Londra (2015)
- Cyrano de Bergerac, di Edmond Rostand, regia di Russell Bolam. Southwark Playhouse di Londra (2016)
- While the Sun Shines, di Terence Rattigan, regia di Paul Miller. Orange Tree Theatre di Londra (2019)

## Doppiatrici italiane
- Emanuela Ionica in Knightfall
- Erica Necci in Bridgerton